# Eichmann in Jerusalem
Eichmann in Jerusalem. Ein Bericht von der Banalität des Bösen ist ein Buch der politischen Theoretikerin Hannah Arendt, das sie anlässlich des 1961 vor dem Bezirksgericht Jerusalem geführten Prozesses gegen den SS-Obersturmbannführer Adolf Eichmann verfasste. Das Buch erschien erstmals 1963 und rief mehrere langanhaltende Kontroversen hervor.

## Auflagen

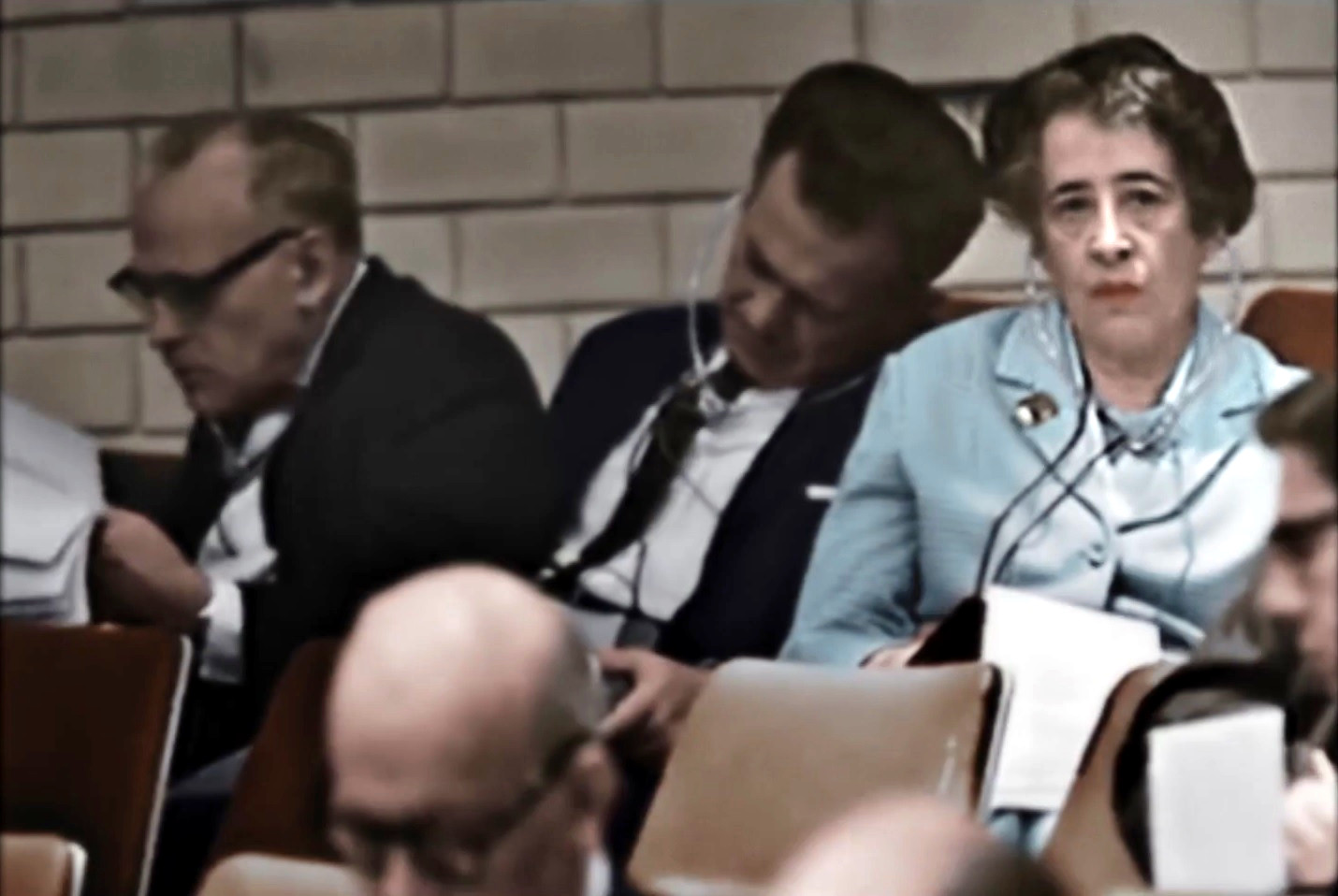
Arendt während des Prozesses gegen Adolf Eichmann in Jerusalem

Arendt verfolgte im April und im Juni 1961 als Prozessbeobachterin für das Magazin The New Yorker beim Eichmann-Prozess die Einvernahme verschiedener Zeugen zu Beginn der Beweisaufnahme. Den weiteren Prozessverlauf bis August 1961, insbesondere das Kreuzverhör Eichmanns durch Generalstaatsanwalt Gideon Hausner und seine Befragung durch das Gericht, entnahm sie den ihr vom Jerusalemer Bezirksgericht zugesandten Verhandlungsmitschriften sowie Zeitungs- und Fernsehberichten. Ihre Eindrücke veröffentlichte Arendt fast zwei Jahre später in fünf aufeinanderfolgenden Ausgaben des New Yorker unter dem Titel „A Reporter at Large: Eichmann in Jerusalem“.
Das 1963 erschienene Buch Eichmann in Jerusalem: A Report on the Banality of Evil war eine leicht erweiterte und leicht veränderte Version des Textes im New Yorker. Zwischen 1963 und 1965 erschien das Buch in vier verschiedenen Versionen in fünf Druckfassungen. Gegenüber der ersten englischen Auflage erfolgten in der deutschen Übersetzung 1964 weitgehende Eingriffe, die man auch in der amerikanischen Taschenbuchausgabe 1965 übernahm. Der Wichtigste war die Änderung ihrer These, dass die Zahl der Opfer hätte geringer sein können.
Bei dieser ersten deutschen Ausgabe im Piper Verlag war dort Hans Rößner Verlagsleiter. Von dessen Karriere als SS-Obersturmbannführer und Kulturreferatsleiter im Reichssicherheitshauptamt erfuhr Hannah Arendt zeitlebens nichts. Die zweiten Auflagen (in beiden Sprachen: 1965) wurden von der Autorin ergänzt, sowohl inhaltlich als auch mit einer zusätzlichen Vorrede über die Kontroverse, die das Buch hervorgerufen hatte.
Seit 1986, nach dem Tod der Autorin im Jahr 1975, erscheint die deutsche Fassung mit einem Text des Historikers Hans Mommsen, welcher als „einleitender Essay“ bezeichnet wird, 39 Seiten lang ist, mit 64 eigenen, ausführlichen Anmerkungen. Dieser Text übt harsche Kritik am folgenden Text Arendts. Die deutschen Auflagen seit 1986 tragen den Vermerk „erweiterte Ausgabe“. Es wurden ein Stichwortverzeichnis und Anmerkungen hinzugefügt, ohne dass deren Autor bzw. Autoren namentlich genannt werden. Sie behandeln Personen, Vorgänge und die Literatur bis zum Juli 1984.

## Inhalt und Wirkung
Arendt bezeichnet Eichmann als „normalen Menschen“. Abgesehen davon, dass er eine Karriere im SS-Apparat machen wollte, habe er kein Motiv gehabt, vor allem sei er nicht übermäßig antisemitisch gewesen. Er sei psychisch normal, kein „Dämon oder Ungeheuer“ gewesen und habe nur seine „Pflicht“ erfüllt. Eichmann habe nicht nur Befehlen, sondern „dem Gesetz“ gehorcht. Der Gesetzgeber sei Adolf Hitler mit seinem Führerwillen und Eichmann nicht länger „Herr über [s]ich selbst“ gewesen; „ändern konnte [er] nichts“. Eichmanns Unfähigkeit, selbst zu denken, habe sich vor allem an der Verwendung klischeehafter Phrasen, einem Verstecken hinter der Amtssprache, gezeigt. Als auf der Wannseekonferenz die Spitzenvertreter von Ministerien der Endlösung unwidersprochen zustimmten, habe Eichmann sich jeder Verantwortung enthoben gefühlt: Die „gute Gesellschaft“ stimmte zu – was sollte er als kleiner Mann da machen? Nach der Wannseekonferenz, als er im Kreis der „Großen“ fachsimpeln durfte, seien minimale Zweifel, eventuelle Gewissensbisse verschwunden: „In diesem Augenblick fühlte ich mich wie Pontius Pilatus, bar jeder Schuld.“ Im Gegensatz dazu betont Arendt, dass es auch unter der totalitären Herrschaft Wahlmöglichkeiten, eine Moral gibt.
Das Buch beruht auf Prozessunterlagen, die Arendt wie allen anderen Berichterstattern vom Gericht zur Verfügung gestellt wurden, sowie geringfügig auf Eichmanns Interview mit Willem Sassen in der gereinigten Life-Fassung. In der Einleitung der deutschen Ausgabe gibt Arendt an, sie habe für ihren Bericht „durchgängig »Die Endlösung« von Reitlinger herangezogen“, sich aber vor allem „auf das Werk von Raul Hilberg, Die Vernichtung der europäischen Juden, die ausführlichste und auch fundierteste quellenmäßige Darstellung der Judenpolitik des Dritten Reiches“, verlassen. Zeitweise nahm Arendt an den Sitzungen des Gerichts teil. Das Buch enthält Arendts persönlichen Eindruck vom Gerichtshof, einen Lebenslauf des Angeklagten und seine Tätigkeit als Vertreiber von Juden, als Deportationsfachmann in die Lager und als Verwaltungsmassenmörder. Nach einem Bericht über die Wannseekonferenz folgen abschnittsweise Länderberichte, da Eichmann wechselnde regionale Schwerpunkte bei seinen Verbrechen hatte: das von den Nazis zum „Reich“ gezählte Gebiet, den Westen Europas, die Balkanstaaten, Südostmitteleuropa (Ungarn, Slowakei), den Osten (mit den Schwerpunkten Auschwitz und Theresienstadt, dessen oberster Leiter Eichmann zum Schluss war). Eingefügt sind Reflexionen Arendts über diesen modernen Typ des internationalen Massenverbrechers („Von den Pflichten eines gesetzestreuen Bürgers“), der Abschlussbericht über das Urteil und schließlich seine Einordnung in die internationale Rechtsentwicklung (das „Verbrechen gegen die Menschheit“) im Epilog. Arendt endet mit einer fiktiven Richter-Rede, in der sie wiederum selbst reflektiert, also einen Bericht überschreitet. Sie begründet ihr Plädoyer für Eichmanns Todesstrafe, trotz ihrer formalen Bedenken, sowie die Berechtigung eines israelischen Gerichts zu einem solchen Urteil. Im Anhang folgt eine ausführliche Bibliographie.
Arendt betont das Neue an den von Eichmann und den übrigen Nazi-Deutschen verübten Verbrechen, dieses Neue stellte auch das Jerusalemer Gericht vor besondere Herausforderungen. Am Beispiel der verschiedenen Verfolgungsgrade in den besetzten Ländern stellt sie dar, wie ein Widerstand der Bevölkerung und der einheimischen Administration Juden das Leben rettete (in Bulgarien, Italien, Dänemark: Rettung der dänischen Juden), während die bedingungslose und z. T. vorauseilende Zusammenarbeit, z. B. durch die Kollaboration in Frankreich (1940–1944), den Nazis das Morden erleichterte.
Wird Eichmanns Tätigkeit und damit Arendts Bericht in den Gesamtkomplex Holocaust eingeordnet, so berichtet dieses Buch vor allem über die administrativen Massenmorde, weniger über jene an der Ostfront und im Süden, bei denen Juden ohne großen Verwaltungsaufwand direkt vor Ort ermordet wurden, insbesondere durch die Einsatzgruppen und die ihnen zuarbeitende Wehrmacht. Das Ausmaß dieser Morde war seit dem Einsatzgruppen-Prozess 1947–1948 im Westen zwar bekannt, aber schwierig zu belegen; heute ist bekannt, dass den direkten Morden eine etwa gleich große Anzahl von Zivilisten zum Opfer fiel wie den von Berlin aus organisierten. Durch die vorherigen Beratungen sowie die vorliegenden Anordnungen, Pläne und Briefwechsel sind bei den von Eichmann organisierten Morden mehr Quellen verfügbar als bei den direkten Massenmorden, die meistens nur indirekt belegt werden können, wie z. B. durch den „Reichenau-Erlass“ vom 10. Oktober 1941, der im Wesentlichen einen Mordaufruf darstellt. Häufig wurden die Juden in Eichmanns Einflussbereich tagelang in Zügen durch Europa gefahren. Ebenso wurde ihr Todeszeitpunkt administrativ festgelegt, abhängig von Faktoren wie ihrem Gesundheitszustand, Alter und Geschlecht, der aktuellen Kapazität von Zügen und Gaskammern, der Überfüllung von Lagern. Daher nennt Arendt Eichmann einen „Verwaltungsmassenmörder“.
Die ihrem Buch folgende heftige Kontroverse der 1960er Jahre, vorrangig in den Vereinigten Staaten, der Bundesrepublik Deutschland und in Israel, hält abgeschwächt bis heute an, besonders in Hinsicht auf den Begriff der „Banalität des Bösen“. Die Angriffe bedeuteten für Arendt einen weiteren biographischen Wendepunkt, vergleichbar mit ihrer Flucht 1933 aus Deutschland und 1941 aus Europa. Dutzende von Bekannten und Freunden distanzierten sich. Zum Verständnis der Radikalität dieser Wende und des gesamten Kontexts des Eichmann-Buchs dienen zahlreiche Stellen in ihren Briefen und vielen späteren Texten mit Bezug auf Eichmann, zu finden u. a. bei Elisabeth Young-Bruehl und Julia Schulze Wessel.
In ihrem 1964 erstmals in den USA erschienenen und 1969 in einer Neubearbeitung auf Deutsch veröffentlichten Essay Wahrheit und Politik geht Arendt auf diese Kontroverse ein.
Heinar Kipphardts nachgelassenes Theaterstück Bruder Eichmann verwendet zahlreiche Zitate aus Arendts Buch. In Leslie Kaplans Roman Fever spielt Eichmann eine Identifikationsfigur für zwei jugendliche Mörder, als sie nach der Tat ihr Gewissen spüren; die Figur verknüpft die Generationen von Großvätern und Enkeln.

## Erste Kontroverse: Die Banalität des Bösen
Das Wort „banal“ hat im Deutschen und Französischen u. a. einen diminutiven (verkleinernden) Beiklang; zusammen mit dem „Bösen“ kam es zur Missinterpretation, Arendt rede die Naziverbrechen klein. Im Englischen bedeutet es dagegen „allgemeingültig“, eine „Selbstverständlichkeit“, was ihre Meinung eher trifft. Eichmann ist ein Typus der arbeitsteiligen Moderne, das Böse in der von ihm verübten Form ist potentiell weitverbreitet. Andererseits betont Arendt durchgehend die Möglichkeit, dass er sich anders hätte entscheiden können; das ist ihre an Kant geschulte Auffassung von Willensfreiheit. Als Beispiele für ein Verhalten im Gegensatz zum Üblichen der Zeit nennt sie als Individuen den Unteroffizier Anton Schmid, der Juden rettete und dafür hingerichtet wurde, und als Staaten Dänemark, Italien und Bulgarien, deren Völker und Regierungen das deutsche Vernichtungsprogramm sabotierten.
Arendts Bestimmung des Bösen an Eichmann als allgegenwärtige Gefahr folgt aus einer existentialistisch gefärbten Kulturkritik, die mit den Begriffen Verlassenheit („Weltlosigkeit“), Bindungslosigkeit, Arbeitsteilung und bürokratische Anonymität bezeichnet wird. Das Nazitum verwirklichte diese zuvor nur latente Gefahr, und seine Wirkung auf die Menschen der meisten Länder schätzt Arendt hoch ein. Der Vorwurf, sie habe Eichmann entlastet, geht jedoch in die Irre, da sie das Todesurteil ausdrücklich begrüßt und ihm, trotz formaler Bedenken allein wegen der Zuständigkeit des Gerichts, auch zustimmt. Eichmann war, durch seine Taten belegt, dazu entschlossen, die Welt nicht mit einem bestimmten Teil der Völkerfamilie, den Juden, zu teilen; seine Hinrichtung war die einzig sinnvolle Folge daraus.
Schulze Wessel weist darauf hin, dass das deutsche Mordprogramm sich für Arendt nicht nur real, an Umfang zunehmend, sondern auch ideologisch immer mehr radikalisierte, insofern die zum Tod bestimmten Menschen immer weniger „als Juden“ gemordet wurden, der Begriff „Antisemitismus“ im Buch nicht mehr auftaucht und im Rahmen der „Vernichtung lebensunwerten Lebens“ die Ermordung weiterer Gruppen geplant wurde (NS-Krankenmorde). Zwar ging es gemäß den Nürnberger Gesetzen gegen Menschen, die sich selbst durchaus nicht mehr als Juden verstanden; aber Eichmann und die anderen Nazimörder wollten laut Arendt das Morden an sich, ein „Alles ist möglich“. Sie verwirklichten eine Ideologie der Sachlichkeit und der Planbarkeit, die sich gut in Eichmanns Satz fassen lässt: „Wenn diese Sache einmal gemacht werden musste, … dann war es besser, wenn Ruhe und Ordnung herrschten und alles klappte“, wobei er mit „Sache“ die Judenvernichtung meinte. Arendt betont, dass die Sprache der Nazis darauf aus war, Zusammenhänge auch vor den Tätern selbst (vor anderen ohnehin) zu verschleiern, um Gewissensreste, die manche Täter anfangs noch haben mochten, zu beruhigen. Das gilt hier für das Wort „Sache“ oder allgemein für die typische Tarnsprache der Zeit, z. B. „Endlösung“ für den Massenmord an Juden. Nach Arendt hatte Eichmann diese verdinglichte Sprache noch im Prozess, zwanzig Jahre nach seiner Tätigkeit, vollkommen verinnerlicht und wendete sie in den Verhören vor Avner Less und vor Gericht ständig an.
Arendt selbst hat den Begriff „Banalität“ in der deutschen Version durch die Ausdrücke „furchtbar“ und „Verruchtheit“ näher bestimmt. Ihre Zusammenfassung des Prozesses lautet: „In diesen letzten Minuten war es, als zöge Eichmann selbst das Fazit der langen Lektion in Sachen menschlicher Verruchtheit, der wir beigewohnt hatten – das Fazit von der furchtbaren Banalität des Bösen, vor der das Wort versagt und an der das Denken scheitert.“
In einer Rundfunksendung am 9. November 1964 befragt Joachim Fest Arendt zu den Missverständnissen, die der Untertitel »Banalität des Bösen« auslöst. Arendt sagt, „ein Missverständnis ist das folgende: Man hat geglaubt, was banal ist, ist auch alltäglich … Ich habe es so nicht gemeint. Ich habe keineswegs gemeint: Der Eichmann sitzt in uns, jeder von uns hat den Eichmann und was der Deibel was.“ „»Das ist etwas minderwertig.« In diesem Sinne habe ich es gemeint.“
Weiter sagt Arendt, dass Eichmann nicht in der Lage war, „»an der Stelle jedes anderen zu denken«“. An einem Beispiel, welches ihr von Ernst Jünger erzählt worden ist, macht sie es Fest deutlich: Jünger erzählt von russischen Kriegsgefangenen die kurz vor dem Verhungern zu einem Bauern gebracht werden, um zu arbeiten. Die Gefangenen sind für den Bauern Untermenschen, da sie den Schweinen das Futter wegfressen. Der Bauer konnte sich nicht in die Lage der Gefangenen hinein versetzen. „Das war die Dummheit, die so empörend war. Und das habe ich eigentlich gemeint mit der Banalität. Da ist keine Tiefe – das ist nicht dämonisch! Das ist einfach der Unwille, sich je vorzustellen, was eigentlich mit dem anderen ist, nicht wahr?“

## Zweite Kontroverse: Die Rolle der Judenräte
Arendt äußerte im Eichmann-Buch Kritik an einer gewissen Kooperation, die jüdische Funktionäre aller Ränge (vom obersten Repräsentanten bis zum Ghetto-Polizisten) leisteten. Die Folge war eine heftige Kritik vor allem in den USA und in Israel; eine hebräische Ausgabe des Buches erschien erst im Jahr 2000. Dieser Punkt führte dazu, dass viele Bekannte, auch gute, sich von ihr abwandten; zu nennen sind Gershom Scholem und Hans Jonas. Mommsen unterstellt ihr eine gewisse Arroganz, da sie nicht nach Zeiten, Orten und Personen unterscheide, an denen je verschieden kooperiert wurde. Arendt selbst hatte, biographisch gesehen, zweimal im Leben großes Glück gehabt (in Berlin und in Gurs), dass sie den Deutschen entkommen konnte. Über ein Verhalten im Ghetto oder im Vernichtungslager konnte sie nicht aus eigener Anschauung urteilen.
Arendt wollte kein Geschichtsbuch schreiben. Ihre Kritik ist politischer Art; sie kritisiert, dass vor allem deutsch-jüdische Einrichtungen zu lange staatsgläubig gewesen seien, den Staat als Schutzinstanz verstanden hätten, sich deshalb auch an Ordnungsaufgaben aller Art, insbesondere der listenmäßigen Erfassung von Personen und Eigentum, beteiligt hätten.
Die teilweise pauschalen Aussagen werden auch erklärt mit Arendts lebenslanger Auseinandersetzung mit dem Zionismus; denn ein großer Teil der überlebenden jüdischen hohen Funktionäre spielte später eine Rolle im Staat Israel, dessen Gründung in dieser nationalen Form Arendt kritisch sah. Die Abneigung zwischen den Funktionären und Arendt war wechselseitig. Übersehen wird oft, dass Arendt persönlich an der Einwanderung nach Palästina beteiligt war, also auch einen Sinn in ihr sah; sie hatte in ihren Jahren in Frankreich junge Juden auf die Aliyah beruflich vorbereitet.
Für Arendt bedeuteten die organisierten Angriffe wegen ihrer Äußerungen, zusammen mit einem Unfall, den sie zu dieser Zeit erlitt, eine psychische Belastung. Sie gewann allerdings Einblicke in das Lobbying in den USA, den Einfluss organisierter Interessengruppen, was ihr späteres politisches Denken prägte. Sie setzte theoretisch zunehmend auf das Denken des Einzelnen in politischen Dingen und auf spontane Widerstandshandlungen gegen Unrecht. In ihren eigenen Worten:

„Die Lehre solcher Geschichten […] lautet, politisch gesprochen, dass unter den Bedingungen des Terrors die meisten Leute sich fügen, einige aber nicht. So, wie die Lehre, die man aus den Ländern im Umkreis der ‚Endlösung‘ ziehen kann, lautet, dass es in der Tat in den meisten Ländern ‚geschehen konnte‘, aber dass es nicht überall geschehen ist. Menschlich gesprochen ist mehr nicht vonnöten und kann vernünftigerweise mehr nicht verlangt werden, damit dieser Planet ein Ort bleibt, wo Menschen wohnen können.“

Arendt sah in der Frage der jüdischen Kollaboration vor allem ein Mentalitätsproblem der jüdischen Opfer, die der Realität der kommenden Vernichtung allzu lange nicht ins Auge sehen wollten.

## Dritte Kontroverse: „Verbrechen gegen die Menschheit“
Arendt hätte es begrüßt, wenn ein Internationales Strafgericht geurteilt hätte, da Eichmanns Verbrechen und die der anderen Deutschen sich gegen die Menschheit als Ganzes, die „Pluralität der Existenz“ verschiedener Völker überhaupt, richteten. Als sie realistisch erkannt hatte, dass es einen solchen Gerichtshof in absehbarer Zeit nicht geben wird, war sie mit dem Prozess in Jerusalem einverstanden, reflektierte aber vor allem im Epilog darüber, wie es anders hätte laufen können. Die Auslieferung Eichmanns an Deutschland, die ohnehin nie beantragt wurde, lehnte sie angesichts der zahlreichen Freisprüche oder Minimalstrafen für Nazitäter ab; sie erkannte, dass die Adenauer-Regierung kein Interesse hatte, die Rolle Hans Globkes und anderer Top-Nazis in der BRD zu thematisieren.
Sehr wichtig fand Arendt, hierin einig mit ihrem Freund Karl Jaspers, dass die Taten der Nazis als „Verbrechen gegen die Menschheit“ gesehen und möglichst abgeurteilt würden. Die Nazi-Ideologie der unbegrenzten Machbarkeit und der vollständigen Lenkung von Personen durch „Führer“, unter Verlust jeglicher Individualität, hielt sie für einen Angriff auf die Menschheit überhaupt, in den Worten des französischen Anklägers in Nürnberg: „Ein Verbrechen gegen Rang und Stand des Menschen.“ Sie wehrte sich deshalb gegen die Verniedlichung zum „Verbrechen gegen die Menschlichkeit“, ein Begriff, der sich heute allgemein (wegen der Mehrdeutigkeit von engl. „humanity“) durchgesetzt hat. Sie bemerkte ironisch, das klinge, als hätten es die Nazis beim Massenmorden nur an Menschlichkeit gegenüber den Opfern fehlen lassen.
Abschließend bewertet Arendt Eichmann in Jerusalem als eine notwendige Konsequenz aus den Nürnberger Prozessen, nicht mehr, aber auch nicht weniger: Der Jerusalemer Prozess habe trotz seiner nationalen Begrenztheit die Weltöffentlichkeit informiert, den moralischen Zusammenbruch Deutschlands weltweit offenbart und allgemein das politische Denken, das Denken in Verantwortung, gefördert. Der oft sarkastische, fast immer ironische Ton des Buches deutet darauf hin, dass Arendt selbst zu dieser Zeit bisweilen an die Grenzen des Nachdenkens über den Holocaust gelangt war. Er stellt auch die Übersetzer in andere Sprachen als die von Arendt betreuten Editionen (Englisch und Deutsch) vor eine Herausforderung.

## Kritik

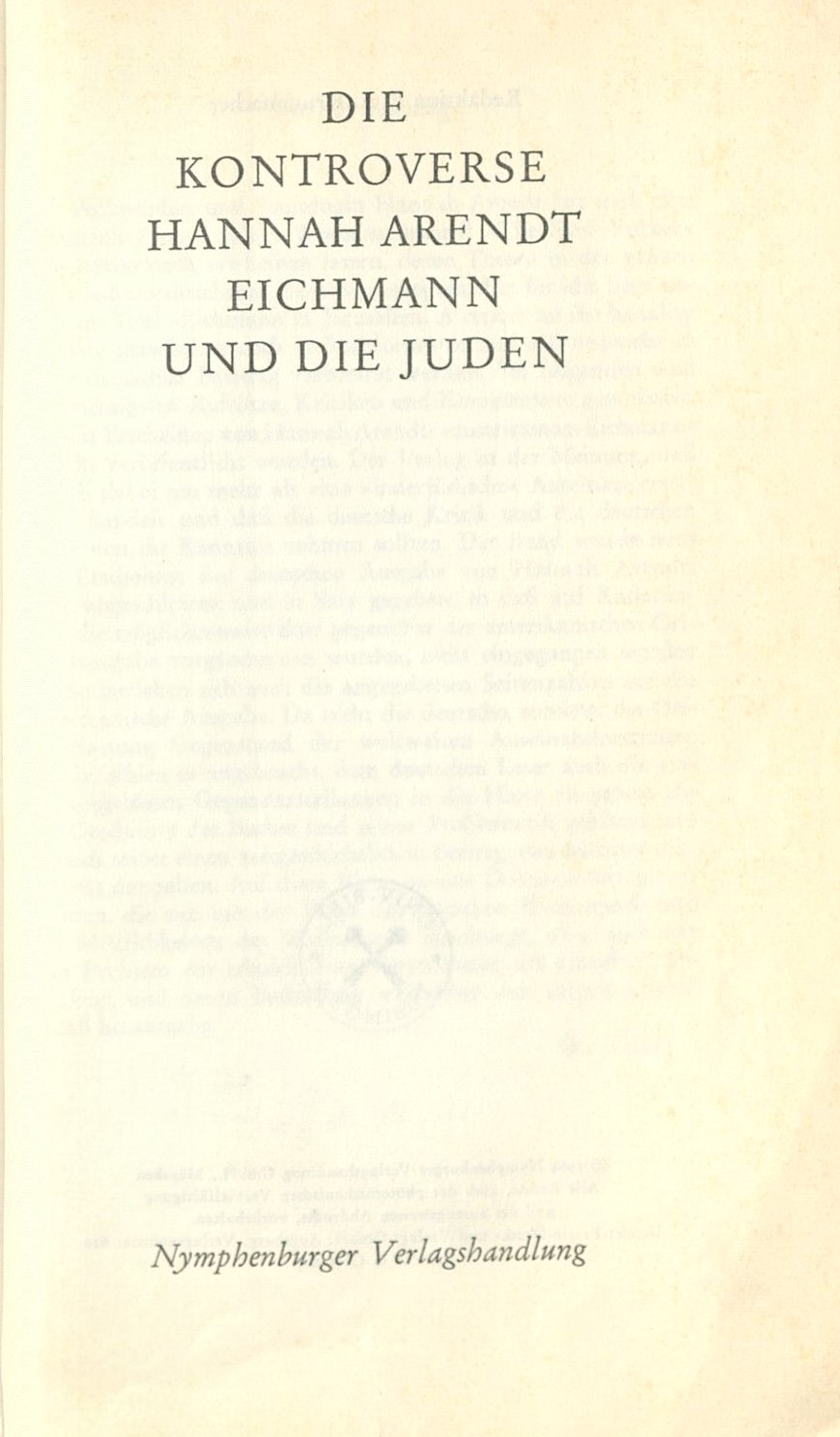
Die Kontroverse. Hannah Arendt. Eichmann und die Juden (1964)

Bereits der Bericht von Arendt als Reporterin der Zeitschrift The New Yorker über den Prozess gegen Adolf Eichmann in Jerusalem rief heftige Kontroversen hauptsächlich in den USA, Israel und Deutschland hervor. Kurz vor der Publikation der deutschen Ausgabe von Eichmann in Jerusalem 1964 erschien ein Sammelband, der die angelaufene Kontroverse dokumentierte und fortführte. Darin leitet z. B. der Philosoph und Historiker Ernst Simon aus dem Befund, dass Arendt offenbar „das gesamte, außerordentlich umfangreiche Material“ zur NS-Zeit auf Hebräisch und Jiddisch verschlossen blieb, eine „Reihe ihrer Fehlurteile und Auslassungen“ ab. Neben dem für die Thematik unangemessenen und durchgängigen Stilmittel der Ironie problematisiert Simon zum einen Arendts „soziologische Geschichtsschreibung“. In ihren Darstellungen übernehme sie kritiklos „vorgeformte Kategorien“ und pauschalisiere anhand von belegten Einzelfällen ohne „die allgemeine Gültigkeit“ der Quellen geprüft zu haben. Dieses Vorgehen sei, so Simon, dem eines „echten Historikers durchaus entgegengesetzt“ und aus einer „zwangsneurotische(n) Ergänzungsphantasie“ gespeist. Zum anderen sieht Simon bei Arendt ein „postzionistisches Ressentiment“ wirken, das zu ihrem unzutreffenden Vorwurf führte, die zionistische Propaganda deutscher Juden habe während der Nazizeit „die Konjunktur des Antisemitismus ungebührlich gegen die Assimilanten ausgenutzt“. Simon betrachtet dies als eindeutig nachweisbaren „Verstoß gegen die Methode und Ethik wissenschaftlicher Objektivität“, den sich Arendt „hat zu Schulden kommen lassen“. Dieses Ressentiment habe bei der ehemaligen Zionistin Arendt zudem zu emotional geladenen Vorwürfen gegen die Judenräte, die auf Pauschalisierungen und keinen historischen Beweisen beruhen, und zu gravierenden Widersprüchlichkeiten in ihren Darstellungen geführt.
Grundsätzliche Einwände formulierte auch der amerikanische Holocaustforscher Raul Hilberg 1999 in einem Zeitungsinterview unter dem Titel „Eichmann war nicht banal“. In seinen Unerbetenen Erinnerungen distanzierte sich Hilberg sowohl von Arendts Begriff der Banalität des Bösen als auch von ihrer Analyse der Judenräte. Hilberg zufolge seien diese „nicht nur Werkzeuge der Deutschen, sondern auch ein Instrument der jüdischen Gemeinde“ gewesen. Arendt, die im Jahr 1959 als Gutachterin Hilbergs Dissertation (erschienen 1961 mit dem Titel The Destruction of the European Jews) als unbedeutende Fallstudie beurteilte, führte mit Hilberg keine direkte persönliche Auseinandersetzung. Hilberg hingegen ging davon aus, dass Arendt gewisse Passagen aus seinem Werk plagiiert habe, leitete aber keine rechtlichen Schritte ein.
Der britische Historiker David Cesarani legt in seiner Eichmann-Biographie den Schwerpunkt auf die Entdämonisierung und widerlegt vorherige Darstellungen, die Eichmann auf eine Stufe mit Hitler oder Stalin stellten. War der junge Adolf Eichmann noch antisemitisch unauffällig, wurde er mit steigender Verantwortung immer besessener von seiner Aufgabe, wobei er sein Organisationstalent ständig weiterentwickelte. Auch die These Hannah Arendts, Eichmann sei ein Schreibtischtäter (das aber par excellence) gewesen, widerlegt Cesarani, indem er darstellt, wie Eichmann sich vor Ort ein Bild von den Gräueltaten machte, um seine Vernichtungsmethoden zu inspizieren und zu perfektionieren. Demnach war er ein fanatischer Nationalsozialist, der im Prozess den „Technokraten“ nur deshalb vortäuschte, damit ihm kein „Rassenhass“ (ein niederes, mordqualifizierendes Motiv) nachgewiesen werden konnte.
Schulze Wessel kommt zu dem Ergebnis, dass die „Banalität des Bösen“ keine Verharmlosung der Nazitaten ist, sondern im Gegenteil eine Radikalisierung der antisemitischen Ideologie; Eichmann inszenierte sich selbst in Jerusalem nur als willenloses Werkzeug eines „Führerwillens“, als Mann ohne Eigenschaften. Nach Avner Werner Less, der Eichmann 275 Stunden lang verhörte, habe Hannah Arendt verkannt, dass Eichmanns Aussagen ein Lügengewebe gewesen seien. Eichmanns Verteidigungsstrategie habe darin bestanden, zu versuchen, die Richter von der Unwichtigkeit und Geringfügigkeit seiner eigenen Person zu überzeugen.
Moishe Postone zufolge verfehlt ihre Theorie die besondere Bedeutung der Judenvernichtung und deutet den Holocaust fälschlicherweise als Vernichtung von „Überflüssigen“, obwohl die Juden in der NS-Ideologie als „das Böse“ und „greifbare Abstrakte“ unterstellt worden seien, das es zu vernichten gelte.

## Ausgaben

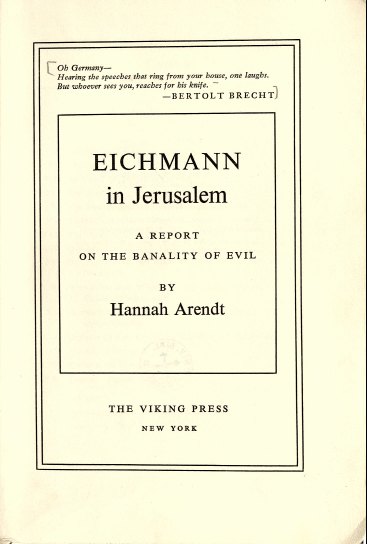
Erstausgabe 1963

- Eichmann in Jerusalem: A Report on the Banality of Evil. New York : Viking Press, 1963
- Eichmann in Jerusalem. Ein Bericht von der Banalität des Bösen (aus dem amerikanischen Englisch von Brigitte Granzow[24], von der Autorin überarbeitete Fassung der englischen Erstausgabe, neue „Vorrede“).
  - Seit 1986 mit einem „einleitenden Essay“ von Hans Mommsen. Erweiterte Taschenbuchausgabe (= Piper Taschenbuch, Band 4822; Erstauflage: August 1986, Band 308). 15. Auflage. Piper, München / Zürich 2006, ISBN 978-3-492-24822-8. (Diese Ausgabe liegt der Seitenzählung im vorliegenden Artikel zugrunde.)
  - Erweiterte Wiederauflage: Hannah Arendt: Eichmann in Jerusalem. Ein Bericht von der Banalität des Bösen (= Piper Taschenbuch, Band 6478). Mit einem einleitenden Essay und einem Nachwort zur aktuellen Ausgabe von Hans Mommsen. Piper, München / Zürich 2011, ISBN 978-3-492-26478-5.
  - Auszug: Adolf Eichmann. Von der Banalität des Bösen. In: Merkur, Nr. 186, August 1963, ISSN 0026-0096; wieder in: Die Botschaft des Merkur. Eine Anthologie aus fünfzig Jahren der Zeitschrift [hrsg. von Karl Heinz Bohrer und Kurt Scheel], Klett-Cotta, Stuttgart 1997, ISBN 3-608-91825-6, S. 152–169.
- Eichmann in Jerusalem. A Report on the Banality of Evil (erstmals 1963; die Auflage seit 1965 mit der deutschen „Vorrede“ als Nachwort (postscript) in der überarbeiteten und ergänzten Ausgabe (revised and enlarged edition)). Penguin Books, New York 2006, ISBN 978-0-14-303988-4 (online).
  - Eichmann and the Holocaust (Reihe: Penguin Great Ideas). Penguin, New York 2005, ISBN 978-0-14-102400-4. (Enthält Auszüge auf 129 Seiten.)

## Ton und Bild
- Hannah Arendt – Ihr Denken veränderte die Welt, Film von Margarethe von Trotta (2012).
- Ein Spezialist. 1999 (zuerst Israel 1999: Un spécialiste. Portrait d’un criminel moderne.) (In frz. Spr.) R: Eyal Sivan; B: Ronny Brauman, (Interpretierter s/w Dokumentarfilm). Auch in englischen und hebräischen Fass.[32] Siehe Eichmann in Jerusalem bei IMDb
- Jo Brauner, Noah Sow (Sprecher), Julia Westlake (Sprecherin), Hannah Arendt (Text): Laut gegen Nazis. Hörbuch. Teil 1: Verhörprotokolle von A. Eichmann. 2 CDs. Universal Family Entertainment (Dt. Grammophon), Berlin 2007, ISBN 978-3-8291-1972-6.
- Eike Geisel: Erbschaft eines Angestellten. Über Hannah Arendt, Eichmann, und „die Banalität des Bösen“. Film, Sender Freies Berlin, 45 Min., 1990 (VHS).
- Joachim Fest: Eichmann oder Von der Banalität des Bösen. Hannah Arendt interpretiert ihr Buch. Radiobeitrag, Südwestfunk Baden-Baden, 19. September 1964, gesendet am 9. November 1964 (online).
- Günter Gaus: Was bleibt? Es bleibt die Muttersprache. In: Hans-Dieter Schütt (Hrsg.): Günter Gaus: Was bleibt sind Fragen. Die klassischen Interviews. Ullstein, Berlin 2005, ISBN 3-548-36774-7, S. 310–335 (Mitschrift des preisgekrönten Fernsehinterviews Hannah Arendt im Gespräch mit Günter Gaus vom 28. Oktober 1964, unter anderem über ihr Eichmann-Buch).